# Mikhaïl Akimov
Pour les articles homonymes, voir Akimov.
Ne doit pas être confondu avec Mikhail Akimov.
Mikhaïl Grigorievitch Akimov (en russe : Михаи́л Григо́рьевич Аки́мов), né le 8 novembre 1847 (20 novembre dans le calendrier grégorien) dans le gouvernement de Saratov et mort le 9 août 1914, est un homme politique russe, ministre de la Justice du 16 décembre 1905 jusqu'en avril 1906.